# 威爾·特拉普
威爾·特拉普（英語：Wil Trapp；1993年1月15日—）是一位美國足球運動員。在場上的位置是中場。他現在效力於美國足球大聯盟球隊明尼蘇達聯足球會。他也代表美國國家足球隊參賽。